# CAM-fartyg

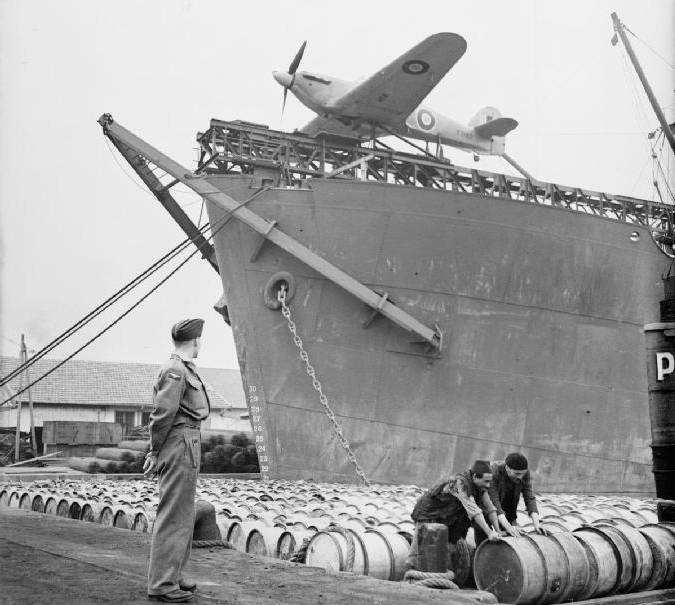
En Hawker Sea Hurricane på katapulten på ett CAM-fartyg.

CAM-fartyg (Catapult Aircraft Merchantman) var brittiska handelsfartyg under andra världskriget som byggts om till provisoriska hangarfartyg med ett katapultstartat Hurricane-flygplan, och som användes för att skydda konvojer. Det fanns ingen möjlighet för planet att landa på skeppet igen efter avslutat uppdrag utan piloten fick hoppa fallskärm eller nödlanda i havet för att sedan plockas upp av fartyget. Mellan 1940 och 1941 konverterades 35 stycken handelsfartyg till CAM-fartyg, som trots detta fortsatte att gå med vanlig last. Huvudsyftet med dessa skepp var att jaga bort tyska Fw 200 Condor som skuggade handelskonvojerna och rapporterade in deras positioner till ubåtar i närheten. Under de två år CAM-fartygen var i tjänst skedde åtta starter vilka resulterade i sex nedskjutna fiendeplan och att en brittisk pilot omkom. 